# Volkswagen Group Rus
Volkswagen Group Rus (рус. «Фольксваген Груп Рус») — бывшее дочернее предприятие компании Volkswagen AG в России (до мая 2023 года). В мае 2023 года была продана российскому автодилеру Авилон без опциона на обратный выкуп. Через месяц после продажи название решено было изменить на AGR Automotive Group (ООО «АГР») и провести масштабный ребрендинг. Главный завод расположен в городе Калуга.

## История
Компания была основана в качестве официального импортера автомобилей Volkswagen в России в сентябре 2003 года. 28 ноября 2007 года началось производство с полуразобранной сборки автомобилей Skoda Octavia и Volkswagen Passat. В апреле 2008 года начали производить Volkswagen Jetta. 20 октября 2009 года было запущено производство полного цикла, включающего сварку и окраску на заводе в Калуге (автомобили Volkswagen Tiguan и Skoda Octavia) а в июне 2010 года и модель Volkswagen Polo. 6 декабря 2012 года осуществлён запуск производства полного цикла в Нижнем Новгороде модели ŠKODA Yeti. 

### Приостановка производства
В марте 2022 года компания Volkswagen остановила поставки в Россию автомобилей Volkswagen, Skoda, Audi, Porsche на неопределённый срок из-за вторжения России в Украину. Одновременно с этим заводы в Калуге и Нижнем Новгороде приостановили свою работу.

## Структура компании

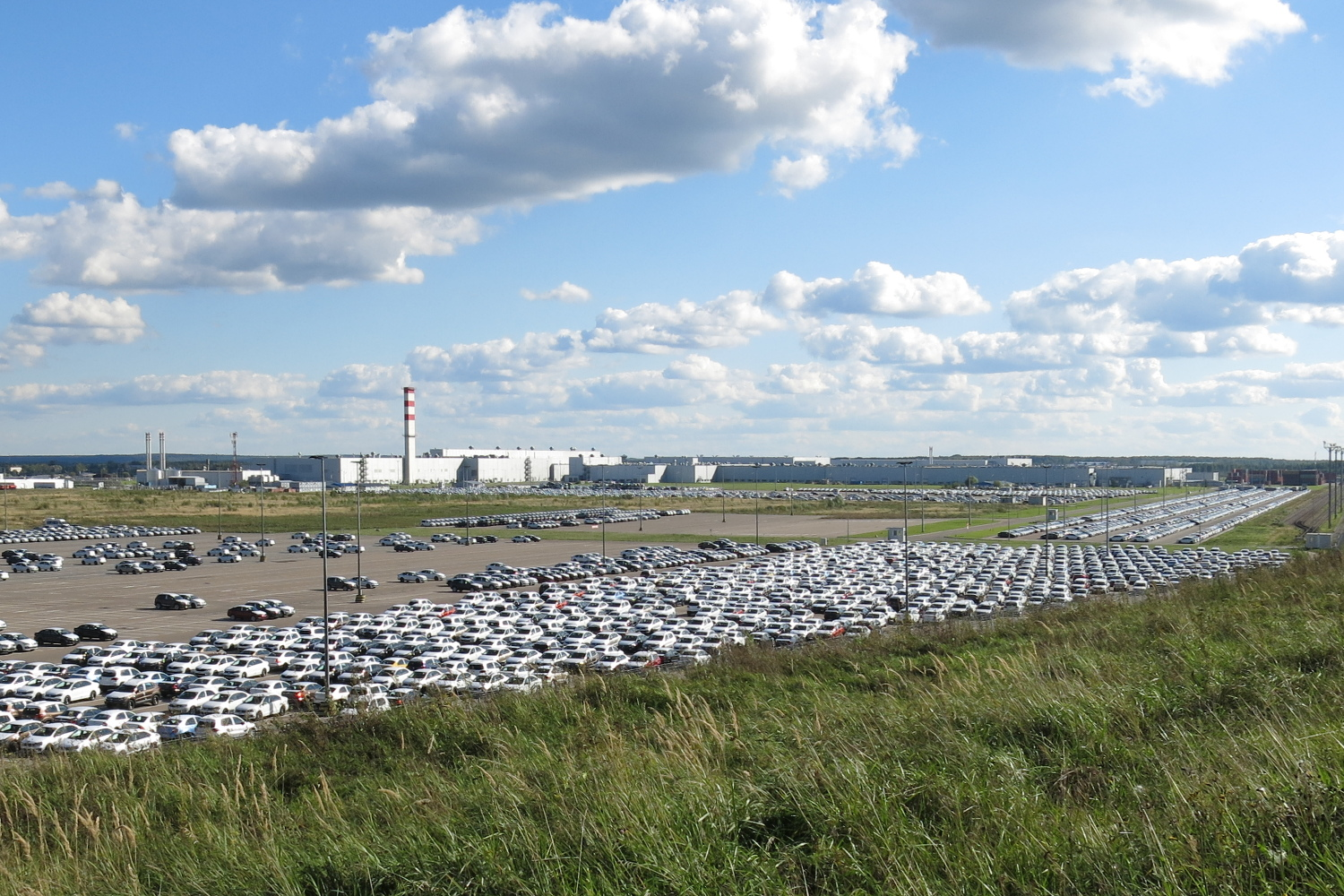
Вид на завод Volkswagen в Калуге

Группа являлась материнской компанией Audi, Škoda Auto, Scania и Volkswagen Commercial Vehicles в России. Штаб-квартира находилась в Юго-Западном административном округе Москвы.